# Il-12 (航空機)

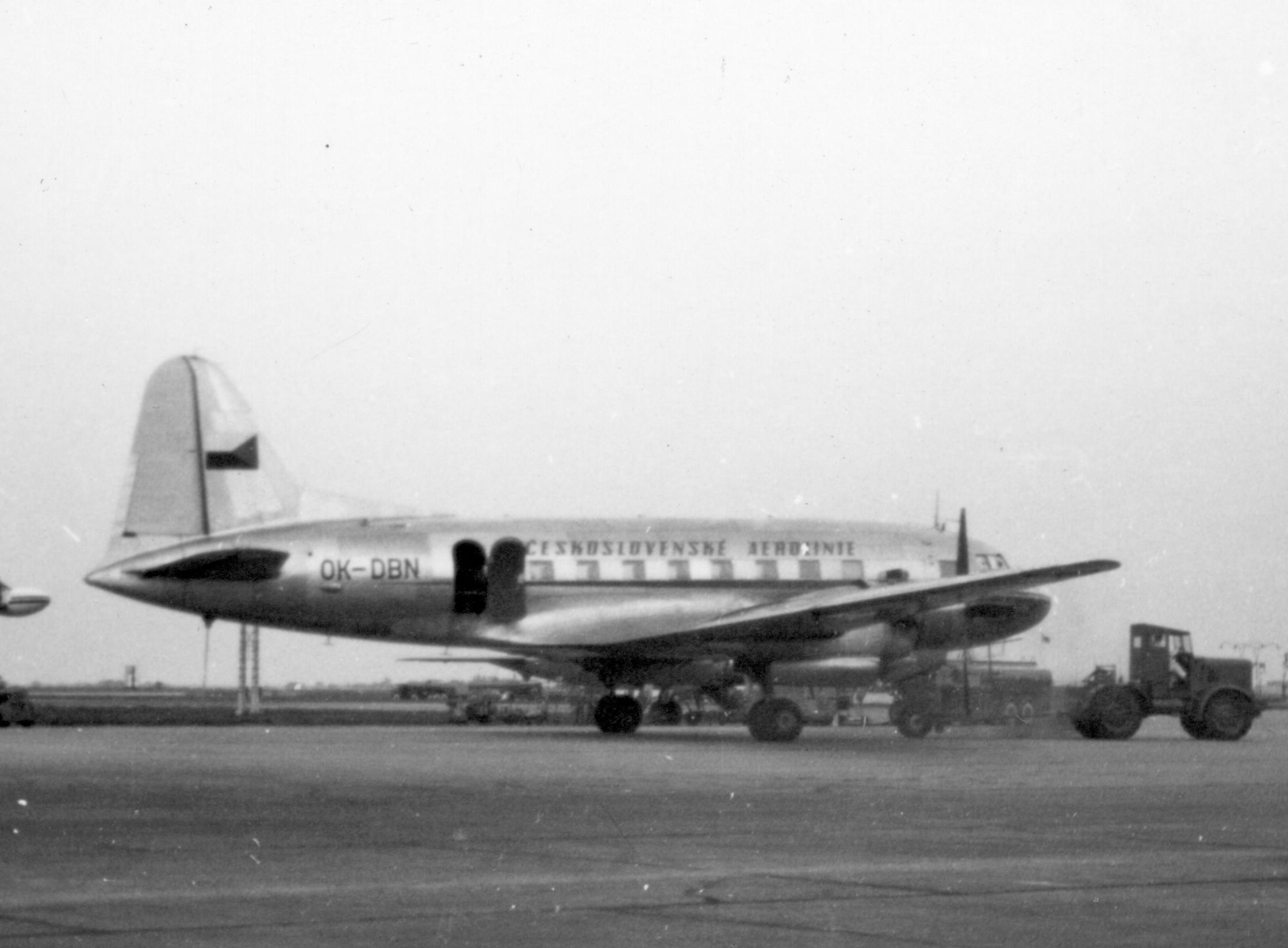
チェコスロバキア航空のIl-12（1957年）

Il-12(イリューシン12；ロシア語:Ил-12イール・ドヴィナーッツァチ)とは、ソ連のイリューシン設計局が開発したレシプロ双発の旅客機である。北大西洋条約機構(NATO)の考案したNATOコードネームは「コーチ（Coach）」であった。

## 概要
ソ連を中心に使用され、当時使用されていたダグラス DC-3とそのソ連型のLi-2を近代化し置き換えるために第二次世界大戦後に開発されたもので、1947年に初飛行した。またソ連のほかでもポーランドのLOTポーランド航空やチェコスロヴァキアのCSAチェコ航空でも運用された。後に大型化したIl-14が開発された。

## スペック
- 全長: 21.30 m
- 全幅: 31.70 m
- 高さ: 8.10 m
- 翼面積: 100 m²
- 機体重量: 約9,000 kg
- 最大離陸重量: 約17,000 kg
- 最大速度: 375 km/h
- 巡航速度: 320 km/h
- 発動機: ASh-82FNV 複列14気筒空冷星型エンジン（1,850 hp）×2
- 乗客数: 18-32 名
- 操縦乗員: 4-5 名